# Roth Gyula
Roth Gyula (Sopron, 1873. szeptember 26. – Sopron, 1961. január 7.) magyar erdőmérnök, a soproni Erdészeti Főiskola (ma: Soproni Egyetem) Kossuth-díjas egyetemi tanára.

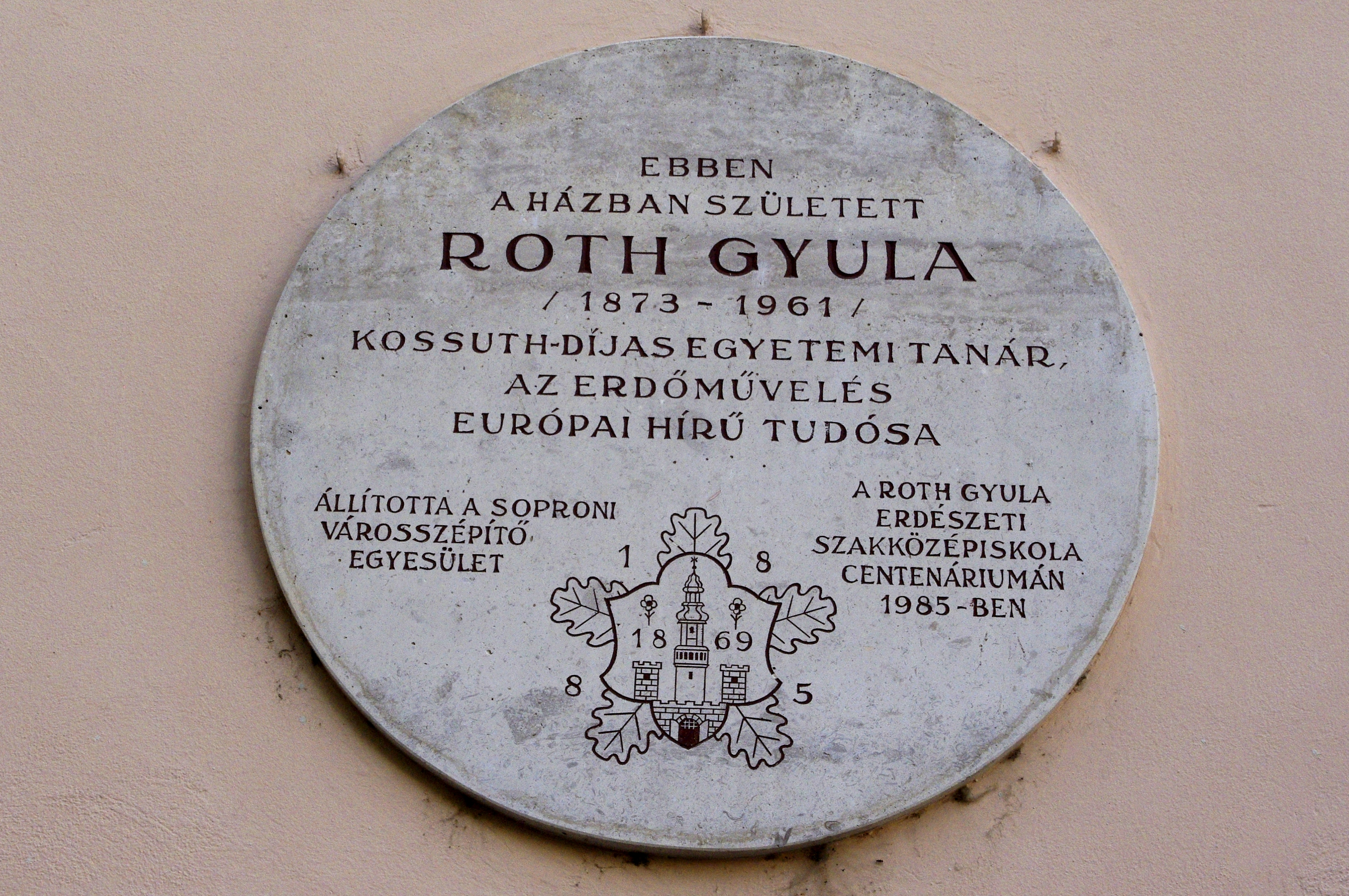
Roth Gyula emléktábla a szülői ház falán (Sopron, Előkapu)

## Életútja
Dr. Roth Gyula egy soproni iparoscsaládban született 1873. szeptember 26-án. Sopronban az Evangélikus Líceumban (ma: Berzsenyi Dániel Evangélikus (Líceum) Gimnázium, Kollégium és Szakképző Iskola) érettségizett, majd a selmecbányai Erdészeti Akadémia hallgatója lett. Tanulmányait 1896-ban fejezte be kiváló eredménnyel. Egy ideig gyakornokként dolgozott a lugosi erdőigazgatóságon, majd 1900-tól Erdélyben, a görgényszentimrei szakiskolában oktatott. Innen 1904-ben Vadas Jenő ösztönzésére, Selmecbányára került az erdészeti kísérleti állomás központjába. 1907-ben már erdőműveléstani gyakorlatokat vezetett a főiskolán, illetve az erdészeti kísérletek nevű tantárgyat oktatta. Ezt megelőzően megindította az első „erdőlési”, azaz erdőművelési kísérleteit. Ugyancsak ő volt az első, aki az akkori Magyarországon felhívta a szakemberek figyelmét a szálaló erdőre, mint a tartamos erdőgazdálkodás és az „örök erdő” egyik lehetséges megvalósítási módjára.
1911-ben főerdőmérnökké és kísérletügyi adjunktussá nevezték ki, 1917-ben pedig erdőtanácsos lett. Nemzetközi kongresszusokon tartott előadásokat Németországban, Belgiumban és Franciaországban. A trianoni békeszerződés után, az intézmény Selmecbányáról való kényszerű költözésekor kitartóan kardoskodott a mellett, hogy a főiskola Sopronban, szülővárosában kapjon elhelyezést.
A nemzetközi szaktekintély kitűnő nyelvismerettel rendelkezett, s így 1929-ben alelnöke, 1932-ben elnöke, később örökös díszelnöke volt az erdészeti kutatóintézetek nemzetközi uniójának, a IUFRO-nak.
Sopronban Roth Gyula tanszékvezető egyetemi tanár lett, vezette az Erdőműveléstani Tanszéket, melynek gondozásában akkor a vadgazdálkodással-vadászattal kapcsolatos tárgyak oktatása is zajlott.
Roth Gyula 1961. január 7-én hunyt el, sírja a Soproni Evangélikus Temetőben (VII. parcella, 30-31. sír) található.

## Munkássága
Már Selmecbányán tanulmányozta az erdőállományok ápolását, a természetes és mesterséges felújítás különböző rendszereit. Foglalkozott vetőmagvizsgálattal, vadtenyésztéssel és a vadkárok elleni védekezéssel. Átvette a kísérleti állomás vezetését is, s 1926-ban újraindította az Erdészeti Kísérletek című szakfolyóiratot.
1937-38-ban betöltötte a József Nádor Műszaki Egyetem Bánya- Kohó- és Erdőmérnöki Kar dékáni tisztét.
Megírta főművét, a háromkötetes Erdőműveléstant. A nevéhez fűződő kötetek a mai napig naprakészek, korszerűek, különösen a róla elnevezett Roth-féle vonalas szálalás, mint erdőművelési és erdőfelújítási eljárás tekintetében. Az általa az 1930-as években beindított szálalási kísérleteket a Soproni-hegység Asztalfőnek nevezett területrészén az Erdőművelési Tanszék mindenkori személyi állományába tartozó szakemberek, kutatók a mai napig folyamatosan végzik, fejlesztik.
Roth professzor a vadászati-halászati tárgyak oktatásában is maradandót alkotott. Közel 30 éven át végezte a tantárgyak gondozását, emellett a már 1922-ben megteremtett tanulmányi vadászterület irányítását és kezelését is ellátta.
Külön vadászati érdekesség, hogy édesapja, a kiváló és városszerte ismert pékmester lőtte ugyanezen a vadászterületen 1875-ben az első siketfajd-kakast. Roth professzor kísérletképpen az európai muflon soproni-hegységi megtelepítésével is kísérletezett.
Munkásságát 1955-ben Kossuth-díjjal ismerte el a magyar állam.
Az 1956-os forradalom bukása után, mivel az oktatók és hallgatók nagy része a Sopronba betörő szovjet csapatok elől Ausztriába emigrált, 83 évesen reaktiválták, és 3 éven keresztül oktatta a vadászati-vadgazdálkodási tantárgyakat, míg „kinevelt utóda”, Bencze Lajos át nem vette tőle a tantárgyak oktatását.

## Emlékezete
- Soproni szülőháza homlokzatán emléktábla őrzi az emlékét;
- 1964 májusa óta az ő nevét viseli a soproni erdészeti technikum, ma Kisalföldi ASzC[1] Roth Gyula Erdészeti, Faipari Szakképző Iskola és Kollégium.[2]

## Művei
- Erdőműveléstan I. Alapvető rész (1935)
- Erdőműveléstan II. Alkalmazott rész (1935)
- Erdőműveléstan III. A magyar erdőművelés különleges feladatai (1953)
- Roth, Gy. (1940): A "res nullius" és a vadorzás kérdése. Nimród vadászlap: 361-362 (1940. augusztus 1.)
- Roth, Gy. (1950): Vad- és halgazdaságtan (kézirat). Agrártudományi Egyetem, Erdőmérnöki Kar, Sopron. 160 pp.